# Pieter Lastman

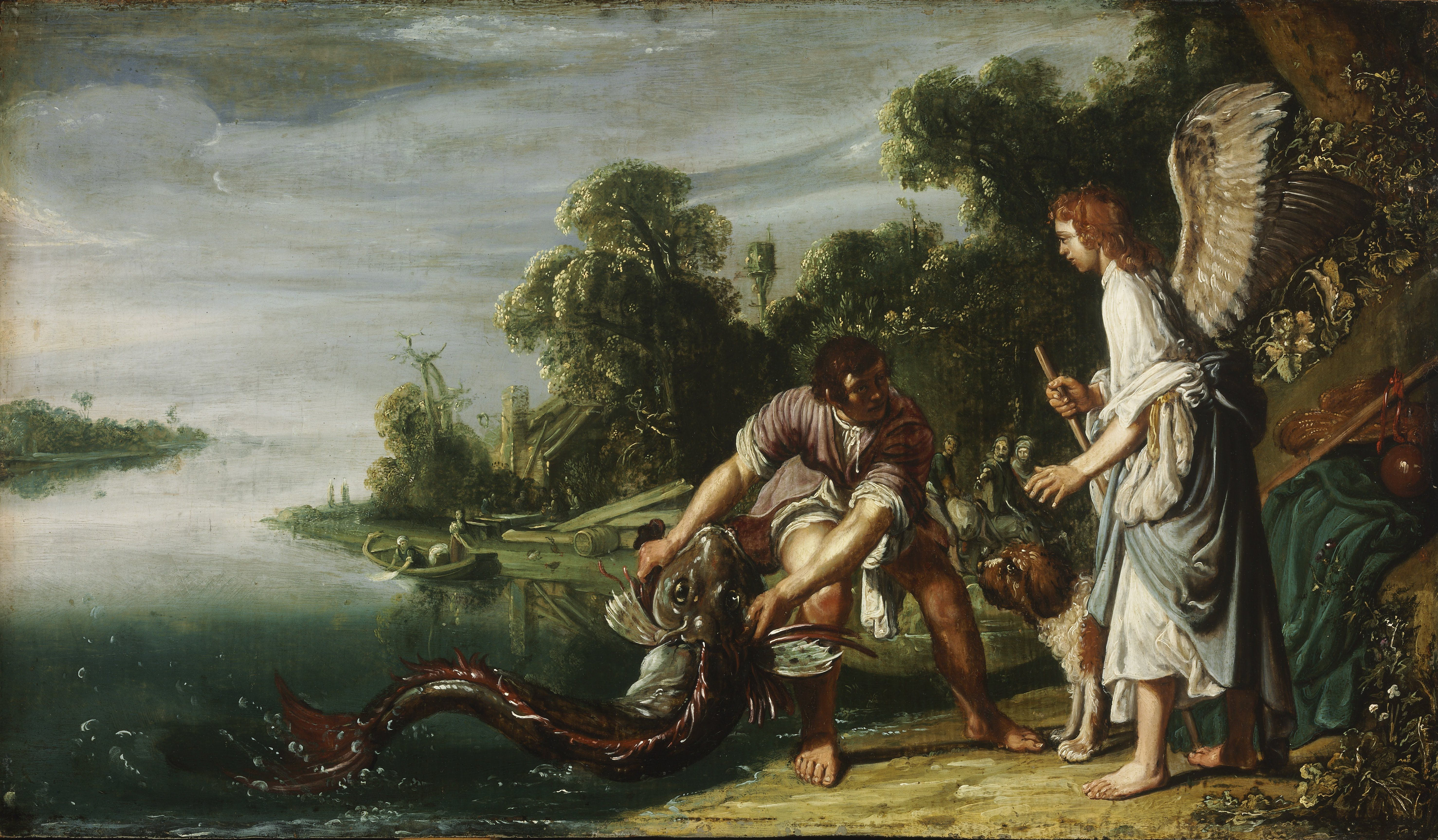
Starozákonní výjev: Anděl a Tobiáš s rybou (1625), Olej na dřevě, Muzeum krásného umění, Budapešť

Pieter Lastman (1583, Amsterdam – 4. dubna 1633, Amsterdam) byl holandský barokní malíř.

## Život
Pieter Pieterszoon Lastman se narodil jako syn zlatníka v Amsterdamu a prožil v tomto městě celý svůj život. Jeho malířským mistrem byl pravděpodobně Cornelis van Haarlem. Po studiích se vydal na cestu do Itálie, kde strávil pět let. Pobýval hlavně v Benátkách a v Římě, výrazně ho ovlivnila tvorba Caravaggia. 

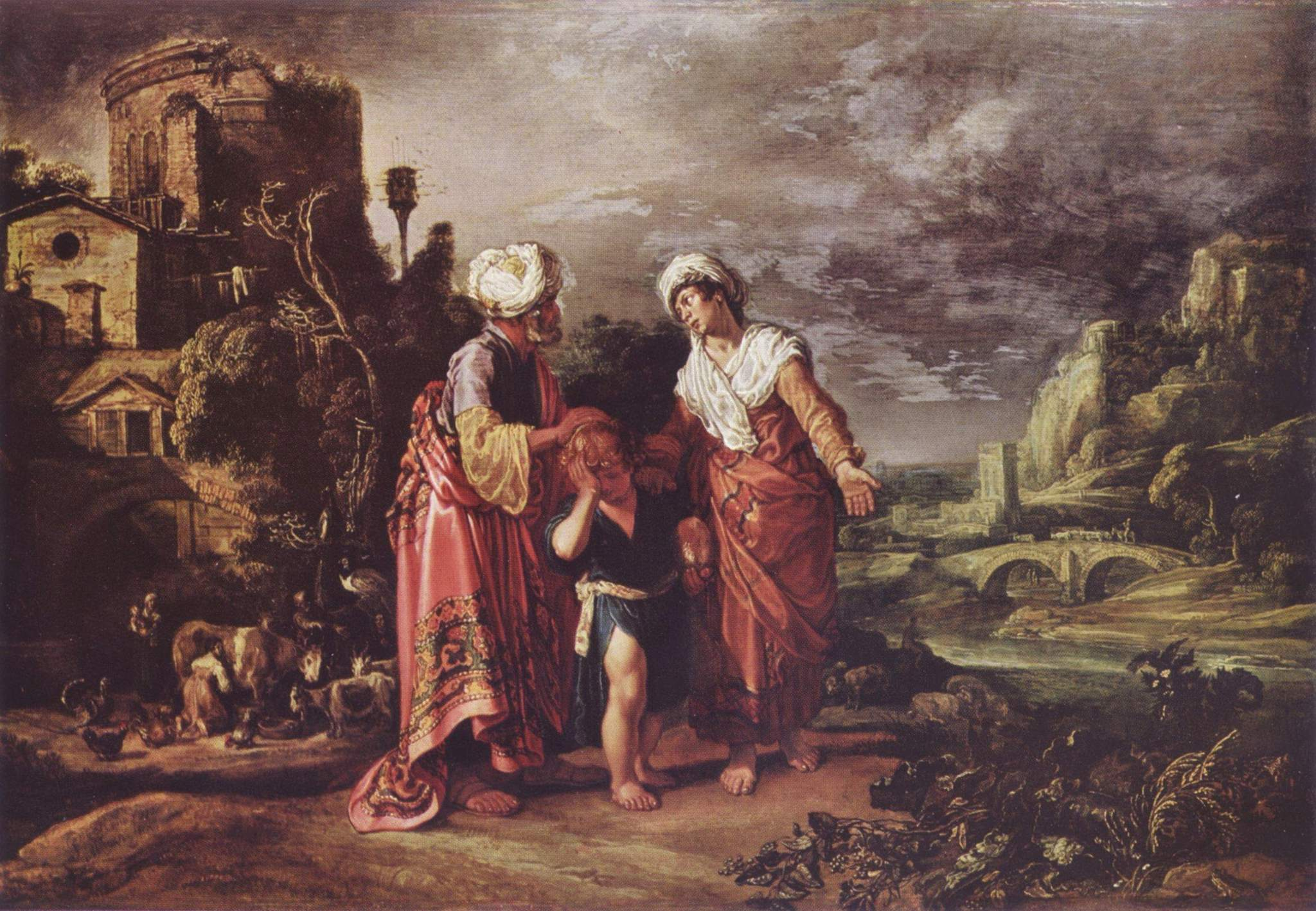
Starozákonní výjev: Rozloučení s Hagar (1612), malba na dřevě, Kunsthalle Hamburg

Lastman vytvářel především historické, biblické a mytologické výjevy zasazené do krajiny. Velkou inspirací pro něho byla tvorba jeho italských současníků – ve svých obrazech používal silné kontrasty světla a stínu, což dodávalo jeho obrazům dramatický účinek. Maloval především obrazy menších rozměrů, známé jsou Útěk do Egypta, Jonáš a velryba a Vzkříšení Lazara. Jen málo jeho děl vzniklo na objednávku. Jako první umělec své doby se specializoval výlučně na historickou malbu a mohl si dovolit nabízet svá díla na volném trhu.
Dokázal na svých obrazech zachytit nevšední dramatické příběhy, které v jeho podání měly zároveň jasnou pointu. Jeho díla byla proto velmi vyhledávaná a prodávala se za vysoké ceny. Pro mladé malíře bylo velkou poctou studovat v Lastmanově dílně. K jeho studentům patřili například také Rembrandt a Jan Lievens.
Lastman zemřel v roce 1633 v Amsterdamu, kde byl také 4. dubna pochován.